# جشنواره بین‌المللی فیلم کاپری هالیوود
جشنواره بین‌المللی فیلم کاپری هالیوود (انگلیسی: Capri Hollywood International Film Festival) یک جشنواره فیلم بین‌المللی سالانه است که هر سال در اواخر ماه دسامبر یا اوائل ماه ژانویه در جزیره کاپری، ایتالیا برگزار می‌شود. در این جشنواره که در سال ۱۹۹۵ بنیان نهاده شده‌است، در بخش‌های فیلم بین‌الملل، انیمیشن، مستند و فیم‌های داستانی رقابت صورت می‌پذیرد.
هالیوود ریپورتر از این جشنواره به عنوان «آخرین جشنواره مهم سال» و «مرحله توقف کلیدی در مسیر جوایز اسکار» ذکر به میان آورده‌است. بنیان گذاری این جشنواره برای نیل به «ایجاد پلی بین جامعه فیلم ایتالیا و هالیوود» در نظر گرفته شده بود.